# Batseba

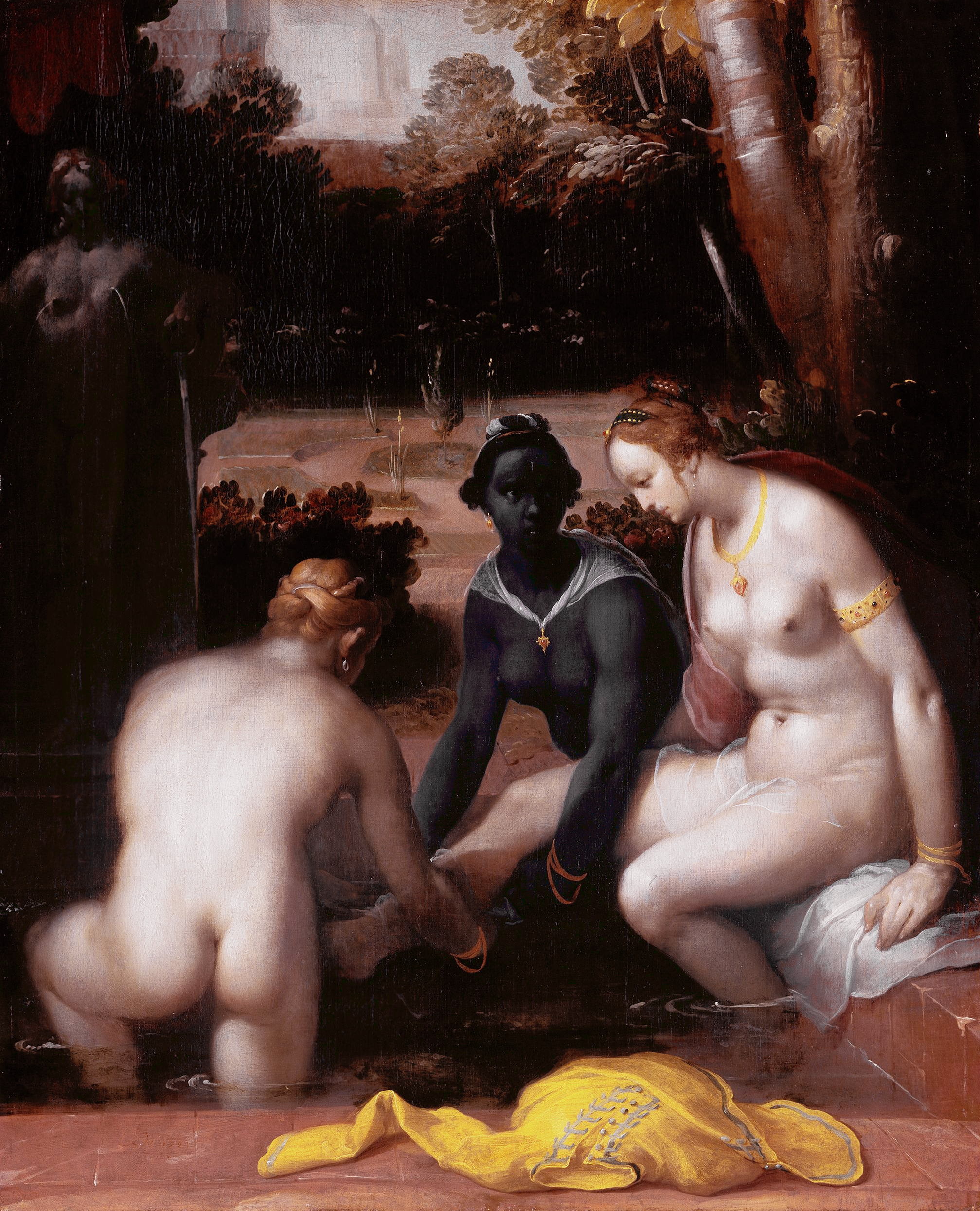
Cornelis van Haarlem: Batseba in bad

Batseba of Bathseba (Hebreeuws: בַּת־שֶׁבַע, "dochter van de eed" of "dochter van overvloed") was volgens de traditie in de Hebreeuwse Bijbel de vrouw van (de Hettiet) Uria en later van koning David. Haar geschiedenis geldt als het grootste dieptepunt in de geschiedenis van koning David. Salomo, het tweede kind van David en Batseba, zou David later opvolgen als koning.
In 1 Kronieken 3:5 wordt Batsua genoemd als moeder van Salomo en drie andere zonen van David. De Septuagint geeft hier net als in 2 Samuel en 1 Koningen Βηρσαβεε (Bērsabee) en de Vulgaat geeft overal Bethsabee. 2 Samuel geeft Eliam als vader van Batseba, 2 Kronieken geeft Ammiël als vader van Batsua. Sommige commentatoren suggereren dat de verschillende namen een poging zijn de zwarte bladzijde rondom David, Uria en Batseba te verdoezelen. Anderen zien het als een poging parallellen tussen de stamboom van David en Juda te benadrukken.

## David en Batseba
Het verhaal over David en Batseba in 2 Samuel 11 en 12 is een keerpunt in de boeken 1 en 2 Samuel. Tegen de achtergrond van de oorlogen met de Ammonieten staat het verhaal waarin David een mooie vrouw zag, die hij herkende als echtgenote van een soldaat in zijn leger, haar liet halen en seks met haar had. Hierdoor raakte Batseba zwanger; de poging om de zwangerschap in de schoenen van Uria te schuiven mislukte en eindigde met de moord op Uria door hem voor in de strijd te plaatsen. Het kind dat uit deze eerste ontmoeting werd geboren, stierf, David en Batseba trouwden en Batseba baarde Salomo. De afwijzing van dit gedrag van David wordt duidelijk vermeld (2 Samuel 11:27) en door de profeet Natan in al zijn omvang uiteengezet (2 Samuel 12:1-14).
De rol van Batseba is niet zo uitontwikkeld als men zou verwachten van een hoofdrol. Batseba is noodzakelijk voor het plot, waarin David centraal staat, spreekt zelf maar één zin en er is nauwelijks sprake van enige onafhankelijke handeling. Daarom geeft de tekst geen antwoord op vragen over de intenties van Batseba en of de seksuele handelingen met haar instemming plaatsvonden; de tekst zegt niets over Batseba's perspectief, bedoelingen of zelfs maar gevoelens. Het ontbreken van een dergelijk perspectief werd door Exum "verkrachting met de pen" genoemd. Daar staan interpretaties tegenover die op basis van 1 Koningen 1 en 2 veronderstellen dat Batseba vanaf het begin strategische bedoelingen had.
Meerdere motieven in dit verhaal zijn ook bekend uit andere overleveringen, zoals het motief van de doodsbrief en overspel. Hiertoe behoort ook de vraag over het beschikkingsrecht van de koning.

## Koningin-moeder
In 1 Koningen 1 en 2 wordt Batseba beschreven als machtige vrouw aan het hof van Juda. Ook als getwijfeld wordt aan het ambt koningin-moeder, had ze in elk geval een buitengewoon machtige functie, zoals blijkt uit 1 Koningen 2:19, waarin staat dat de koning bij haar aankomst naar haar toe kwam en voor haar knielde, waarna Batseba op een tweede troon plaatsnam aan zijn rechterhand. In de context van dit verhaal verzekerde Batseba samen met de hofprofeet Natan ook de troonopvolging door haar zoon Salomo, door David te herinneren aan een belofte (1 Koningen 1:17) die in de geschiedenis van David nergens expliciet wordt vermeld. Het betreft hier waarschijnlijk een list. Er is discussie over de interpretatie van Batseba's interventie in 1 Koningen 2:13ff. Op verzoek van de rivaliserende Adonia arrangeerde Batseba een huwelijk tussen hem en Abisag, die David verzorgde toen hij op hoge leeftijd was. Salomo zag dit huwelijk als aanspraak op de troon en veroordeelde Adonia ter dood. Deze episode kan worden gelezen als het verlies van macht van de koningin-moeder en toename van macht van de koning of als volgende list van Batseba.

## Christendom
In Matteüs 1:6 staat "de vrouw van Uria" vermeld als een van de voorouders van Jezus Christus. In deze stamboom worden vier vrouwen genoemd, naast Batseba namelijk Tamar, Rachab en Ruth (Matteüs 1:1-17). Keer op keer wijzen commentatoren en exegeten op de vreemde samenstelling van Jezus' vrouwelijke voorgeslacht, omdat de verhalen over hen veel onregelmatigheden bevatten. Door Batseba als "vrouw van Uria" aan te duiden, werden de onverkwikkelijke gebeurtenissen rondom Batseba in herinnering gebracht, zowel de niet-Joodse afkomst van Uria als het overspel van David.